# Ghost of Zorro
Ghost of Zorro is een Amerikaanse filmreeks uit 1949, uitgebracht door Republic Pictures. De reeks gebruikt veel oud beeldmateriaal uit onder andere Son of Zorro en Daredevils of the West.

## Verhaal
Het is het jaar 1865. Een telegraafverbinding met het westen van de Verenigde Staten wordt aangelegd. Iemand die hier totaal niet blij mee is, is George Crane. Hij weet dat de komst van de telegraaf ook de komst van orde en wetten aanduidt, en die houdt hij liever buiten "zijn" gebied. Hij huurt een aantal criminelen en indianen in om de bouw van de telegraaf te stoppen.
Een van de bouwers is Ken Mason, de kleinzoon van de originele Zorro. Wanneer hij Cranes plan ontdekt, wordt hij de nieuwe Zorro om de telegraaf te beschermen.

## Rolverdeling
| Acteur         | Personage       |
| -------------- | --------------- |
| Clayton Moore  | Ken Mason/Zorro |
| Pamela Blake   | Rita White      |
| Roy Barcroft   | Hank Kilgore    |
| George J Lewis | Moccasin        |
| Eugene Roth    | George Crane    |

Een bijrol wordt vertolkt door Isaac Stanford Jolley, die Paul Hobson speelt.

## Achtergrond

### Hoofdstukken
1. Bandit Territory
2. Forged Orders
3. Robber's Agent
4. Victims Of Vengeance
5. Gun Trap
6. Deadline At Midnight
7. Tower Of Distaster
8. Mob Justice
9. Money Lure
10. Message Of Death
11. Runaway Stagecoach
12. Trail Of Blood

### Stunts & effecten
Tom Steele als Ken Mason/Zorro
Special Effects door de Lydecker brothers